# Jelena Korobkina
Jelena Siergiejewna Korobkina (ros. Елена Сергеевна Коробкина; ur. 25 listopada 1990) – rosyjska lekkoatletka specjalizująca się w biegach średnich i długich.
Brązowa medalistka mistrzostw Europy w biegach przełajowych z 2008. W 2009 zdobyła złoto juniorskich mistrzostw Starego Kontynentu na dystansie 3000 metrów. Dziesiątka zawodniczka młodzieżowych mistrzostw Europy na 5000 metrów (2011). W 2013 zajęła 4. miejsce w biegu na 3000 metrów podczas halowych mistrzostw Starego Kontynentu w Göteborgu. W tym samym roku zdobyła srebro uniwersjady w Kazaniu. Czwarta zawodniczka biegu na 5000 metrów podczas mistrzostw Europy w Zurychu (2014). Na początku 2015 została halową mistrzynią Starego Kontynentu na dystansie 3000 metrów. Medalistka mistrzostw Rosji w różnych kategoriach wiekowych oraz reprezentantka kraju na drużynowych mistrzostwach Europy.

## Osiągnięcia
| Rok  | Impreza                                   | Miejsce    | Konkurencja         | Lokata      | Wynik    |
| ---- | ----------------------------------------- | ---------- | ------------------- | ----------- | -------- |
| 2008 | Mistrzostwa Europy w biegach przełajowych | Bruksela   | bieg juniorek       | 21. miejsce | 14:24    |
| 2008 | Mistrzostwa Europy w biegach przełajowych | Bruksela   | drużyna juniorek    | 3. miejsce  |          |
| 2009 | Mistrzostwa Europy juniorów               | Nowy Sad   | bieg na 3000 metrów | 1. miejsce  | 9:13,35  |
| 2011 | Halowe mistrzostwa Europy                 | Paryż      | bieg na 1500 metrów | eliminacje  | 4:13,45  |
| 2011 | Młodzieżowe mistrzostwa Europy            | Ostrawa    | bieg na 5000 metrów | 10. miejsce | 16:27,92 |
| 2013 | Halowe mistrzostwa Europy                 | Göteborg   | bieg na 3000 metrów | 4. miejsce  | 9:00,59  |
| 2013 | Superliga drużynowych mistrzostw Europy   | Gateshead  | bieg na 3000 metrów | 1. miejsce  | 9:01,45  |
| 2013 | Uniwersjada                               | Kazań      | bieg na 1500 metrów | 2. miejsce  | 4:08,13  |
| 2013 | Mistrzostwa świata                        | Moskwa     | bieg na 1500 metrów | 12. miejsce | 4:10,18  |
| 2014 | Halowe mistrzostwa świata                 | Sopot      | bieg na 1500 metrów | eliminacje  | 4:11,43  |
| 2014 | Mistrzostwa Europy                        | Zurych     | bieg na 5000 metrów | 4. miejsce  | 15:32,89 |
| 2015 | Halowe mistrzostwa Europy                 | Praga      | bieg na 3000 metrów | 1. miejsce  | 8:47,62  |
| 2015 | Superliga drużynowych mistrzostw Europy   | Czeboksary | bieg na 3000 metrów | 3. miejsce  | 9:20,93  |

## Rekordy życiowe
- bieg na 800 metrów – 2:05,35 (2010)
- bieg na 1500 metrów (stadion) – 4:05,18 (2013)
- bieg na 1500 metrów (hala) – 4:05,78 (2014)
- bieg na 3000 metrów (stadion) – 8:51,00 (2014)
- bieg na 3000 metrów (hala) – 8:47,61 (2015)
- bieg na 5000 metrów – 15:14,67 (2014)

16 lutego 2011 w Moskwie ustanowiła rekord Rosji młodzieżowców na dystansie 3000 metrów w hali – 8:52,12.